# روتن
روتن (بالألمانية: Rüthen) هي بلدة ألمانية تقع في ألمانيا في Soest. يقدر عدد سكانها بـ 10,448 نسمة .

## المدن التوأمة
مدن اغلن و Dereham هي مدن توأمة لـروتن.

## أعلام
- هربرت هاغن